# Tourism
Tourism: Songs from Studios, Stages, Hotelrooms & Other Strange Places — четвёртый альбом шведского поп-рок дуэта Roxette, вышедший 28 августа 1992 года.

## Об альбоме
Диск был записан во время их всемирного турне Join the Joyride! Tour и является смесью живых и студийных треков. Согласно легенде, некоторые композиции альбома даже были записаны в гостиничных номерах, причем вместо ударных установок использовались гастрольные чемоданы группы. Впоследствии чемодан использовался в составе барабанной установки при концертных исполнениях песни «Here Comes the Weekend».
В интервью 2023 года Перу Гессле задали вопрос об издании расширенной версии альбома, посвящённого его тридцатилетию. Гессле рассказал, что группа на самом деле не горела желанием записывать песни для альбома в номерах отелей — музыканты хотели отдохнуть между многочисленными выступлениями длительного гастрольного тура. При этом, только некоторые песни были написаны специально для этого альбома: «Fingertips», «How Do You Do!», «The Rain», «Keep Me Waiting» и «The Heart Shaped Sea». Остальные песни («Here Comes the Weekend», «So Far Away», «Silver Blue», «Come Back (Before You Leave)», «Never is a Long Time», «Queen of Rain») уже выходили ранее как би-сайды или были написаны гораздо раньше и Гессле решил включить их в альбом.

## Песни
Композиции «How Do You Do!», «Queen of Rain» и «Fingertips» были выпущены как синглы. Песня «The Look» впервые появилась в 1988 году на альбоме Look Sharp!. Оригинальная запись «It Must Have Been Love» была выпущена на синглах в 1987 и в 1990 годах.
Оригинальная запись песни «So Far Away» была включена в альбом Pearls of Passion (1986).
«Things Will Never Be the Same» и «Joyride» — с альбома 1991 года Joyride.
Несколько иная версия песни «Cinnamon Street» (Ко́ричная Улица) записана на саундтреке к фильму «Супер-Братья Марио».

## Список композиций
Все тексты написаны Пер Гессле, кроме «So Far Away», написанной Гессле и Хассе Гусс, вся музыка написана Гессле, кроме  «Queen of Rain», написанной Гессле и Матсом МП Перссоном, а также «Hotblooded», созданной Мари Фредрикссон и Гессле.
| №                   | Название                                            | Место записи | Длительность |
| ------------------- | --------------------------------------------------- | --- | ------------ |
| 1.                  | «How Do You Do!»                                    | Tits & Ass Studio, Хальмстад (апрель 1992); EMI Studios, Стокгольм (май 1992)                                                                              | 3:09         |
| 2.                  | «Fingertips»                                        | Nas Nuvens Studio, Рио-де-Жанейро (май 1992) | 3:33         |
| 3.                  | «The Look» (концертная запись)                      | Sydney Entertainment Centre, Сидней (13 декабря 1991) | 5:32         |
| 4.                  | «The Heart Shaped Sea»                              | Ocean Way Recording, Лос-Анджелес (март 1992) | 4:32         |
| 5.                  | «The Rain»                                          | EMI Studios, Стокгольм (июнь 1992) | 4:49         |
| 6.                  | «Keep Me Waiting»                                   | EMI Studios, Стокгольм (май 1992) | 3:15         |
| 7.                  | «It Must Have Been Love»                            | Estadio San Carlos de Apoquindo, Сантьяго (вступление: концертная запись: 25 апреля 1992); Ocean Way Recording, Лос-Анджелес (студийная запись: март 1992) | 7:05         |
| 8.                  | «Cinnamon Street»                                   | EMI Studios, Стокгольм (апрель 1992); Medley Studios, Копенгаген (6 июля 1992)                                                                             | 5:00         |
| 9.                  | «Never Is a Long Time»                              | The 150 Nightclub, Сан-Паулу (16 мая 1992) | 3:46         |
| 10.                 | «Silver Blue»                                       | EMI Studios, Стокгольм (сентябрь 1987, май 1988 и апрель 1992)                                                                                             | 4:06         |
| 11.                 | «Here Comes the Weekend»                            | комната 603, Alvear Palace Hotel, Буэнос-Айрес (4 мая 1992)                                                                                                | 4:10         |
| 12.                 | «So Far Away»                                       | комната 603, Alvear Palace Hotel, Буэнос-Айрес (4 мая 1992)                                                                                                | 4:02         |
| 13.                 | «Come Back (Before You Leave)»                      | EMI Studios, Стокгольм (апрель—май 1990) | 4:40         |
| 14.                 | «Things Will Never Be the Same» (концертная запись) | Халленштадион, Цюрих (ноябрь 1991) | 3:12         |
| 15.                 | «Joyride» (концертная запись)                       | Sydney Entertainment Centre, Сидней (13 декабря 1991) | 4:48         |
| 16.                 | «Queen of Rain»                                     | EMI Studios, Стокгольм (июнь 1990) | 4:50         |
| Общая длительность: | Общая длительность:                                 | Общая длительность: | 70:37        |

## Участники записи
Roxette:
- Мари Фредрикссон — ведущий и бэк-вокал; фортепиано (песня 7); аннотации в буклете
- Пер Гессле — ведущий и бэк-вокал; акустическая гитара (песни 2, 4, 12, 14); ритм-гитара (песни 3, 15); гармоника (песня 7); сведение; аннотации в буклете

Аккомпанирующий состав и приглашённые музыканты:
- Пелле Альсинг — ударные (песни 1, 3, 6–8, 10, 15); перкуссия (песня 4); чемодан Samsonite (песня 11)
- Вики Бенкерт[англ.] — бэк-вокал (песни 1, 3, 8); аккордеон (песни 11–12); перкуссия (песня 15)
- Бо Эрикссон — гобой (песня 16)
- Андерс Херрлин — звукорежиссура (песни 1, 5–7, 9, 11–13, 16); программирование (песни 1, 5–6, 13, 16); бас-гитара
- Йонас Исакссон — мандолина (песни 1, 4, 9); акустическая и электрогитары
- Грег Лис[англ.] — стил-гитара (песни 4, 7)
- Миа Линдгрен — бэк-вокал (песни 5, 7)
- Кларенс Эверман — программирование (песни 5, 10, 13, 16); фортепиано (песни 11–12); клавишные; продюсирование; сведение
- Стаффан Эверман — бэк-вокал (песни 1, 3, 5, 7–8); перкуссия (песни 1, 3, 15); бубен (песня 2)
- Матс МП Перссон — звукорежиссура (песня 1); акустическая гитара (песня 4)
- Алар Суурна — маракас (песня 5); бубен (песни 6, 8); звукорежиссура; сведение

Технический персонал:
- Къель Андерссон — художественное оформление конверта
- Генри Дилц[англ.] — фотографии
- Маттиас Эдвалль — фотографии
- Леннарт Хаглунд — звукоинженер (песни 1, 5–6, 13, 16)
- Патрик Хэнсон — звукоинженер (песни 3, 15)
- Пауло Жункейро — звукоинженер (песня 2)
- Антуан Мидани — ассистент звукоинженера (песня 2)
- Мэтт Мюррей — фотографии
- Оли Поулсен — звукоинженер (песня 8)
- Рейл Рогут — ассистент звукоинженера (песни 4, 7)
- Майк Росс — звукоинженер (песни 4, 7)

## Позиции в хит-парадах и коммерческие показатели
| Хит-парад (1992)                    | Высшая позиция |
| ----------------------------------- | -------------- |
| Австралия (ARIA)                    | 3              |
| Австрия (Ö3 Austria)                | 2              |
| Бельгия (IFPI)                      | 1              |
| Великобритания (UK Albums Chart)    | 2              |
| Венгрия (MAHASZ)                    | 4              |
| Германия (Offizielle Top 100)       | 1              |
| Греция (IFPI)                       | 2              |
| Дания (Hitlisten)                   | 1              |
| European Albums (Music & Media)     | 1              |
| Ирландия (IFPI)                     | 10             |
| Испания (AFYVE)                     | 5              |
| Канада (RPM Top Albums/CDs)         | 18             |
| Нидерланды (Album Top 100)          | 2              |
| Новая Зеландия (RMNZ)               | 27             |
| Норвегия (VG-lista)                 | 1              |
| Португалия (AFP)                    | 8              |
| США (Billboard 200)                 | 117            |
| Финляндия (Suomen virallinen lista) | 1              |
| Швеция (Sverigetopplistan)          | 1              |
| Швейцария (Schweizer Hitparade)     | 1              |
| Япония (Oricon)                     | 13             |

| Хит-парад (1992)                         | Позиция |
| ---------------------------------------- | ------- |
| Австралия (ARIA)                         | 40      |
| Австрия (Ö3 Austria)                     | 30      |
| Великобритания (OCC)                     | 72      |
| Германия (Jahrescharts Deutschland)      | 22      |
| Европа (Eurochart Year-End Sales Charts) | 21      |
| Канада (RPM Year-End)                    | 96      |
| Нидерланды (Buma/Stemra)                 | 49      |
| Швейцария (Schweizer Jahreshitparade)    | 29      |

| Регион | Сертификация  | Продажи   |
| --- | ------------- | --------- |
| Аргентина | —             | 171 058   |
| Австралия (ARIA) | Платиновый    | 70 000^   |
| Австрия (IFPI Austria)                                                                                                   | Платиновый    | 50 000*   |
| Великобритания (BPI) | Золотой       | 100 000^  |
| Германия (BVMI) | 3× Золотой    | 750 000^  |
| Испания (PROMUSICAE) | Платиновый    | 100 000^  |
| Канада (Music Canada) | Платиновый    | 100 000^  |
| Нидерланды (NVPI) | Платиновый    | 100 000^  |
| США | —             | 278 000   |
| Финляндия (Musiikkituottajat)                                                                                            | Золотой       | 43 423    |
| Швейцария (IFPI Switzerland)                                                                                             | Платиновый    | 50 000^   |
| Швеция (GLF) | 3× Платиновый | 300 000^  |
| Итого |               |           |
| Мир | —             | 6 000 000 |
| * Данные о продажах приведены только на основе сертификации. ^ Данные о тиражах приведены только на основе сертификации. |               |           |